# Benzylfluorid
Benzylfluorid je organická sloučenina se vzorcem C6H5(CH2F), její molekula je tvořená benzenovým kruhem, na nějž je připojena fluormethylová skupina -CH2F.